# Немо (вулкан)
Немо — действующий вулкан на острове Онекотан Большой Курильской гряды; один из двух вулканов острова.
Расположен в северной части острова Онекотан. Высота 1018 м. Стратовулкан, конус которого расположен в кальдере. Часть кальдеры к северо-востоку от вулкана затоплена, образуя озеро Чёрное.
Известны исторические извержения в начале XVIII века, 1906 году и 1938 году.
Название дал английский капитан Генри Сноу в честь шхуны «Немо».